# El Biscella
El Biscella est une chanson italienne en dialecte milanais (it) de 1969 composée par Giovanni D'Anzi et Alfredo Bracchi. 

## Histoire
Biscella est un mot milanais signifiant « bouclé »  (dérivé de bisc-bish, signifiant hérisson), une sorte de brute (brimade) qui essaie d'intimider les gens, mais dont les manières maladroites et les costumes extravagants le rendent plus comique que dangereux.
La chanson raconte l'histoire de ce « Biscella » de la Porta Ticinese (it) qui va aux soirées et que tout le monde, derrière son dos, raille pour ses vêtements ridicules et sa façon de danser un peu maladroite.